# حكومة الإبراهيمي الثانية
حكومة الإبراهيمي الثانية هي خامس حكومة في عهد الرئيس الشاذلي بن جديد، واستمرت من 18 فبراير 1986 إلى 9 نوفمبر 1988.

## أعضاء الحكومة
- الوزير الأول : عبد الحميد براهيمي
- رئيس الجمهورية وزير الدفاع : الشاذلي بن جديد
  - نائب وزير الدفاع الوطني مكلف بالتفتيش العام للجيش : العقيد عبد الله بلهوشات

- وزير لدى رئيس الجمهورية: محمد بن أحمد عبد الغني

- وزير المالية : عبد العزيز خلاف
- وزير للشؤون الخارجية : أحمد طالب الإبراهيمي
- وزير الداخلية والجماعات المحلية : محمد يعلى عوضه الهادي خضيري في 13 يونيو 1987
- وزير العدل : محمد الشريف خروبي
- وزير الفلاحة والصيد البحري : قاصدي مرباح عوضه محمد رويغي في 15 فيفري 1988[2]، بدون وزارة الصيد البحري.
- وزير الإعلام : بشير رويس
- وزير الصناعة الثقيلة: فيصل بو ذراع
- وزير النقل : صالح قوجيل
- وزير التربية الوطنية : زهور ونيسي عوضها مصطفى بن عمار وزير التربية والتكوين في 17 سبتمبر 1987[3]
- وزير التعليم العالي : عبد الحق رفيق برارحي عوضه أبو بكر بلقايد في 17 سبتمبر 1987[3]
- وزير الطاقة والصناعات الكيماوية والبتروكيماوية : بلقاسم نابي
- وزير المجاهدين : محمد جغابة
- وزير البريد والمواصلات : بوعلام بسايح
- وزير التجارة : مصطفى بن عمرو عوضه محند أمقران شريفي في 17 سبتمبر 1987[3]
- وزير الشؤون الدينية : بوعلام باقي
- وزير السياحة والثقافة: عبد المجيد مزيان
- وزير للحماية الاجتماعية : محمد نابي
- وزير الري والبيئة والغابات : محمد رويغي عوضه أحمد بن فريحة في 15 فيفري 1988.[2]
- وزير الأشغال العمومية :أحمد بن فريحة عوضه عيسى عبد اللاوي في 15 فيفري 1988.[2]
- وزير التخطيط والتهيئة العمرانية : علي أوبزار، ألغيت الوزارة في 17 سبتمبر 1987[3]
- وزير الصحة العمومية : جمال الدين حوحو عوضه قاصدي مرباح في 15 فيفري 1988.[2]
- وزير الصناعات الخفيفة : زيتوني مسعودي
- وزير الشبيبة والرياضة : كمال بوشامة عوضه عبد الحق رفيق برارحي في 17 سبتمبر 1987[3]
- وزير التعمير والبناء والإسكان : عبد الرحمان بلعياط

- نائب وزير لدى وزير الفلاحة والصيد البحري مكلف بالصيد البحري : محمد مازوني إلى غاية 17-11-1987
- نائبة وزير لدى وزيرة التربية مكلفة بالتعليم الثانوي والتقني : خيرة الطيب إلى غاية 17-11-1987
- نائب وزير مكلفا بالتعاون في وزارة الشؤون الخارجية : محمد أبركان
- نائب وزير مكلفا بالصناعات الميكانيكية والكهربائية والإلكترونية في وزارة الصناعة الثقيلة: محمد مازوني
- نائب وزير مكلفا بمواد البناء في وزارة الصناعة الخفيفة : محمد أرزقي أيسلي
- نائب وزير مكلفا بالبيئة والغابات في وزارة المياه والبيئة والغابات : عيسى عبد اللاوي إلى غاية 15-2-1988
- نائب وزير مكلفا بالبناء بوزارة التعمير والإسكان والبناء : أبو بكر بلقايد
- نائب وزير مكلفا بالرياضة في وزارة الشبيبة والرياضة : محمد صلاح منتوري
- نائب وزير مكلفا بالصناعات الكيماوية والبتروكيماوية في وزارة الطاقة والصناعات الكيميائية والبتروكيميائية : ياسين محمد البشير فرقاني
- نائب وزير مكلفا بالسياحة في وزارة الثقافة والسياحة : محمد الصالح منتوري إلى غاية 3-10-1987
- نائب وزير مكلفا بالتخطيط في وزارة التخطيط والتهيئة العمرانية : عبد المالك نوراني

- الأمين العام للحكومة: محمد الصالح محمدي[4]